# Libra del África Occidental Británica
La libra fue la unidad monetaria de África Occidental Británica, un conjunto de colonias, protectorados y territorios de mandato. Poseía paridad con la libra esterlina y se subdividía en 20 chelines y cada chelín en 12 peniques.

## Historia
En el siglo XIX, la libra esterlina se convirtió en la moneda de curso legal en los territorios de África Occidental Británica. Tanto los billetes como las monedas estándar del Reino Unido circulaban en ese entonces.
En 1912, las circunstancias especiales de África Occidental Británica dieron lugar a que las autoridades en Londres autorizaran la creación de la Caja de Conversión de África Occidental y permitiesen la emisión de una moneda convertible de uso local para dicha colonia. En el caso de África Occidental Británica, fueron las autoridades de Londres que tomaron la decisión de emitir una acuñación especial para los territorios de África Occidental.
El motivo principal por el cual las autoridades británicas forzaran la creación de una moneda para esta colonia se debió a la tendencia de que tanto las monedas como los billetes británicos circulantes en África Occidental terminasen retornando nuevamente al Reino Unido, lo que causaba una escasez aguda de dinero físico en la colonia africana. Las nuevas monedas y billetes de uso exclusivo para esta dependencia no serían aceptadas en los comercios del Reino Unido, por lo que éstas permanecerían en el territorio para el cual fueron producidas. Incluso Liberia adoptó en 1907 esta unidad monetaria, reemplazando al dólar liberiano, a pesar de que no fue considerada por la Caja de Conversión de África Occidental. Liberia volvió a adoptar el dólar en 1943. Togolandia y el Camerún británico adoptaron la libra de África Occidental Británica en 1914 y 1916 respectivamente, tras ser arrebatadas del dominio alemán en el marco de la I Guerra Mundial.
A inicios de 1958, la libra de África Occidental Británica fue sustituida por nuevas unidades monetarias locales a saber:
| País              | Fecha de adopción | Nueva moneda                 | Tasa de Cambio respecto de la Libra de África Occidental (BWA) |
| Ghana             | 1958              | Libra ghanesa                | 1 BWA = 1 Libra ghanesa                                        |
| Nigeria           | 1958              | Libra nigeriana              | 1 BWA = 1 Libra nigeriana                                      |
| Camerún británico | 1961              | Franco CFA de África Central | 1 BWA = 700 Francos CFA                                        |
| Sierra Leona      | 1964              | Leone                        | 1 BWA = 2 Leone                                                |
| Gambia            | 1968              | Libra gambiana               | 1 BWA = 1 Libra gambiana                                       |

## Billetes

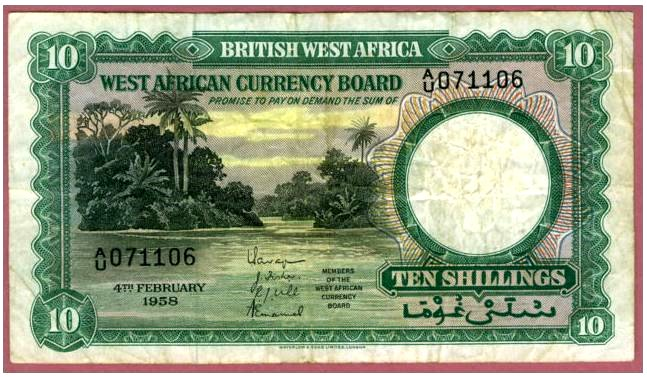
Billete de 10 chelines de 1958.

En el año 1916, la Caja de Conversión de África Occidental autorizó la impresión de billetes de 2, 10 y 20 chelines (1 libra). Dos años después también se agregó a la familia de papel moneda el billete de 1 chelín. Sólo los billetes de diez y de veinte chelines se siguieron emitiendo regularmente tras su primera emisión. En 1953 entró en vigencia un nuevo billete valuado en 100 chelines (5 libras). Los últimos billetes emitidos para esta unidad monetaria fueron impresos en 1962.

## Monedas

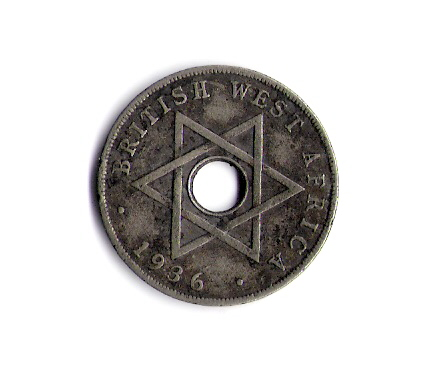
Moneda de 1 penique.

En 1907 fueron emitidas monedas de 1⁄10 y 1 penique, acuñadas en aluminio y cuproníquel respectivamente, ambas presentaban una perforación en su centro. En 1908 las monedas de 1⁄10 de penique comenzaron a acuñarse en cuproníquel y tres años después se agregó a la familia de monedas una nueva valuada en 1⁄2 penique, acuñada con el mismo material que la moneda de 1 penique. En 1913 se acuñaron en plata nuevas numismas valuadas en 3 y 6 peniques, 1 y 2 chelines. Hacia el año 1920 las monedas de metales preciosos fueron demonetizadas y reemplazadas por dinero metálico de idénticas denominaciones, pero elaboradas con latón.
Durante 1938, las monedas de 3 peniques comenzaron a acuñarse en Cuproníquel y con un mayor tamaño que las anteriores emisiones, mientras que las piezas de mayor denominación comenzaron a emitirse en Níquel-Latón. Hacia 1952 las monedas de 1⁄10, 1⁄2 y 1 penique comenzaron a acuñarse en bronce. Las últimas monedas de la libra de África Occidental Británica fueron producidas en 1958.